# Animefilm vist i danske biografer
Animefilm er animerede spillefilm produceret i Japan, som på trods af forskellige tegnestreger, tematikker og målgrupper, deler visse stil-, design- og opbegyningsfilosofier. I Danmark har der ikke været det store forhold til denne slags film historisk, men de har i senere år fundet deres vej ind i de danske biografer, både på den mere niche såvel som mainstream ende af spektret. Afhængigt af målgruppen spilles disse forevisninger enten på dansk eller japansk med danske undertekster.